# Luis Weissmuller
Luis Francisco Weissmuller, a volte riportato come Weismuller o Weihmuller (Villa María, 5 agosto 1902 – 1963), è stato un calciatore argentino, di ruolo difensore.

## Carriera

### Club
Weissmuller giocò per lo Sportivo Palermo, nella cui rosa figurava già nel 1926, e in cui rimase anche nel 1927; in seguito alle sue prestazioni in massima serie fu incluso nella lista dei convocati per l'Olimpiade 1928.

### Nazionale
Nel 1928 il commissario tecnico José Lago Millán lo chiamò per integrare la rosa dei partecipanti a Amsterdam 1928. In tale competizione non ebbe mai occasione di debuttare.